# FC Honka
A Football Club Honka egy 1957-ben alapított finn labdarúgócsapat, mely a Veikkausliigában szerepel. Székhelye Espoo városában található, hazai mérkőzéseit a 6000 férőhelyes Tapiolan Urheilupuistóban játssza.

## Története
A csapat 1957-ben, Tapion Honka néven alapították, az FC Honka nevet 1975 óta viseli. 2005-ben feljutottak az élvonalba. Előtte is már többször közel álltak hozzá, de sosem sikerült. 1969-ben, 2007-ben és 2008-ban is eljutottak a finn kupa döntőjébe, de mindháromszor vereséget szenvedtek. A 2008-as szezonban a bajnokság második helyén végzetek.

## Sikerek
- Veikkausliiga (első osztály):
  - Ezüstérmes (3): 2008, 2009, 2013
- Ykkönen (másodosztály):
  - Bajnok (1): 2005
- Finn kupa:
  - Győztes (1): 2012
- Finn ligakupa:
  - Győztes (2): 2010, 2011
  - Ezüstérmes (3): 1969, 2007, 2008
- La Manga Cup:
  - Győztes (1): 2009

## Jelenlegi keret
2019. április 17-i állapotnak megfelelően.
| #  |     | Poszt | Név              |
| -- | --- | ----- | ---------------- |
| 3  | GHA | V     | Gideon Baah      |
| 4  | FIN | V     | Robert Ivanov    |
| 5  | FIN | V     | Henri Aalto      |
| 6  | SPA | KP    | Abel Suárez      |
| 7  | FIN | V     | Jonas Levänen    |
| 8  | ESP | KP    | Javi Hervás      |
| 10 | BRA | KP    | Lucas Kaufmann   |
| 11 | FIN | KP    | Juha Hakola      |
| 12 | FIN | K     | Rasmus Leislahti |
| 13 | USA | K     | Tim Murray       |
| 14 | ESP | CS    | Borjas Martín    |

| #  |     | Poszt | Név               |
| -- | --- | ----- | ----------------- |
| 16 | FIN | V     | Konsta Rasimus    |
| 19 | FIN | CS    | Arlind Sedjiu     |
| 20 | USA | CS    | Luis Silva        |
| 21 | FIN | KP    | Joel Perovuo      |
| 22 | FIN | V     | Joona Rahikka     |
| 23 | FIN | V     | Mikko Sumusalo    |
| 28 | FIN | V     | Tommi Saarinen () |
| 32 | FIN | K     | Atte Paunio       |
| 33 | FIN | KP    | Duarte Tammilehto |
| 80 | GAM | CS    | Demba Savage      |

## Korábbi híres játékosok
- Ville Jalasto
- Roni Porokara
- Tomi Maanoja
- Hannu Patronen
- Janne Saarinen
- Sergei Terehhov